# Parc Nacional del Darién
El Parc Nacional Darién situat a la província de Darién, Panamà. Està, aproximadament, a 325 quilòmetres de la ciutat de Panamà, i és el més extens de tots els Parcs Nacionals de Panamà, amb 5970 km² i és un dels llocs del Patrimoni de la Humanitat més importants de Centreamèrica.
Va ser declarat en 1981 com Patrimoni de la Humanitat i el 1983 com a Reserva de la Biosfera. Les seves espècies més comunes són el guacamai, el lloro, el tapir i l'àguila harpia, l'au nacional de Panamà. Aquest parc és valorat per la seva important patrimoni genètic, la bellesa del seu paisatge escarpat i la seva selva. Per arribar al parc els visitants, en general, volaran fins al Real, la ciutat més propera al parc.